# Durandea oreogena
Durandea oreogena là một loài thực vật có hoa trong họ Linaceae. Loài này được (Schltr.) Stapf mô tả khoa học đầu tiên năm 1908.